# Кіптівська сільська територіальна громада
Кіптівська сільська громада — територіальна громада в Україні, в Чернігівському районі Чернігівської області. Адміністративний центр — село Кіпті.
Площа громади — 294,76 км², населення — 3278 мешканців (2018).
Утворена 3 вересня 2015 року шляхом об'єднання Вовчківської, Кіптівської, Новошляхівської, Олбинської, Підлісненської та Прогресівської сільських рад Козелецького району.
Відповідно до розпорядження Кабінету Міністрів України № 730-р від 12 червня 2020 року «Про визначення адміністративних центрів та затвердження територій територіальних громад Чернігівської області», до складу громади були включені території Красилівської сільської ради, Надинівської сільської ради, Хрещатенської сільської ради та Чемерської сільської ради 
Козелецького району .
Відповідно до постанови Верховної Ради України від 17 червня 2020 року «Про утворення та ліквідацію районів», громада увійшла до новоствореного Чернігівського району.

## Населені пункти
До складу громади входять 1 селище Прогрес і 18 сіл: Борсуків, Вовчок, Гайове, Димерка, Кіпті, Новий Шлях, Олбин, Підлісне, Розівка, Савинка та Самійлівка. В 2020 році приєднані: Красилівка, Чемер, Хрещате, Копачів, Шпаків, Гальчин, Надинівка.

## Старостинські округи
- Вовчківський
- Красилівський
- Новошляхівський
- Олбинський
- Підлісненський
- Прогресівський
- Хрещатинський
- Чемерський[5]